# Чечня в филателии

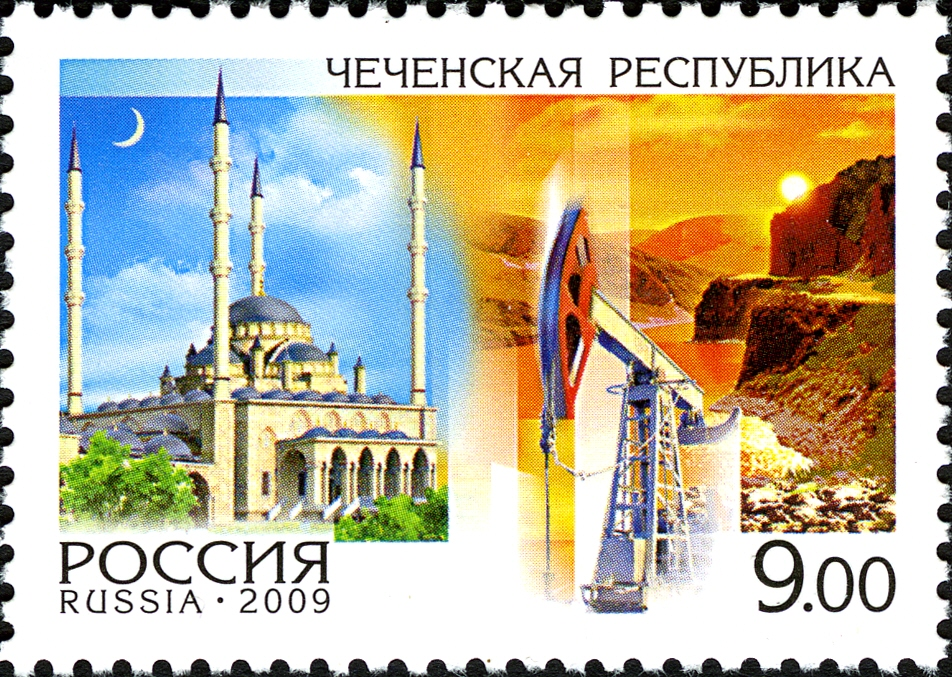
Марка России, выпущенная в 2009 году

Чечня в филателии — совокупность почтовых марок, художественных маркированных конвертов и других филателистических материалов, посвящённых Чечне.

## Почтовые марки

### СССР
- В 1933 году в рамках серии, посвящённой народам СССР, вышла почтовая марка СССР с изображением чеченцев.
- В 1944 году в СССР была выпущена почтовая марка, посвящённая Герою Советского Союза Ханпаше Нурадилову  (ЦФА [АО «Марка»] #923; Sc #947).
- В 1972 году была эмитирована марка «50 лет Чечено-Ингушской АССР» (ЦФА [АО «Марка»] № 4118).
- В 1982 году была выпущена марка «60 лет Чечено-Ингушской АССР».

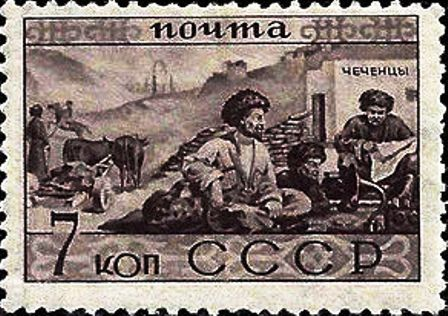
Почта СССР, 1933 г. Чеченцы
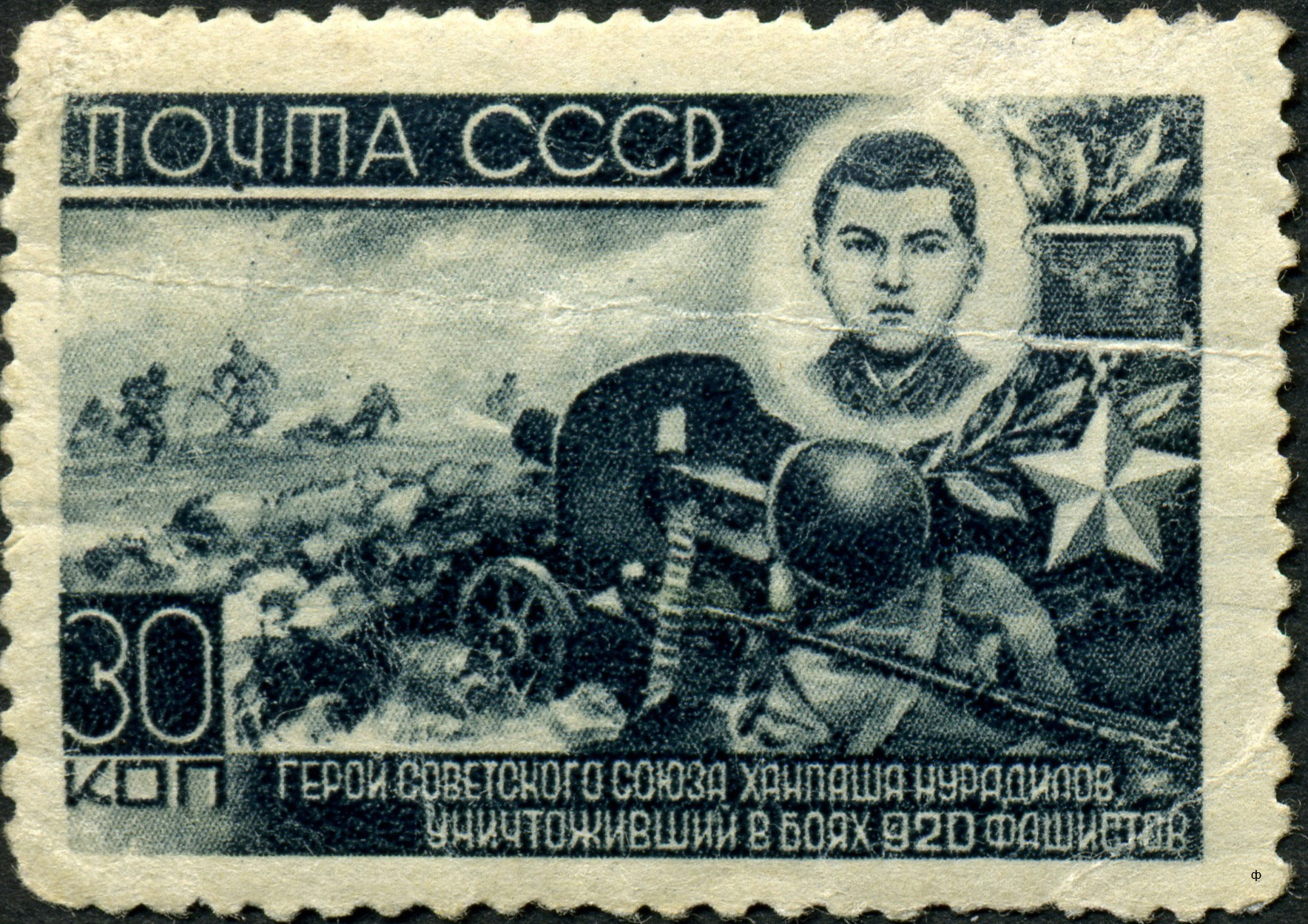
Марка СССР, 1944 г. Ханпаша Нурадилов
Марка СССР, 1972 г. 50 лет Чечено-Ингушской АССР
Марка СССР, 1982 г. 60 лет Чечено-Ингушской АССР

### Чеченская Республика Ичкерия
- В 1992 году в Ичкерии была выпущена серия марок, на которых были изображены имам Шамиль, Шейх Мансур, Джохар Дудаев, Президентский дворец, а также марка с изображением флага и герба Ичкерии[1].
- В 1996 году были выпущены пять марок с изображением чеченских и ингушских башен[2].

### Россия
- В 2009 году в России была выпущена почтовая марка «Чеченская Республика».
- В 2018 году вышла марка с изображением мечети «Сердце Чечни».
- В 2018 году выпущен почтовый блок из серии «Гербы субъектов и городов Российской Федерации». Чеченская Республика.
- В 2023 году выпущена марка с изображением курорта Ведучи.
- В 2024 году была выпущена марка с изображением чеченского войлочного ковра истанга.

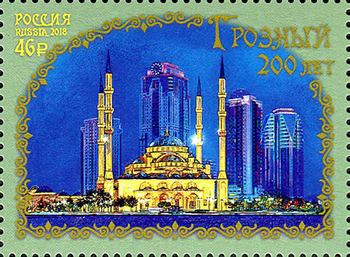
Марка России, выпущенная в 2018 году
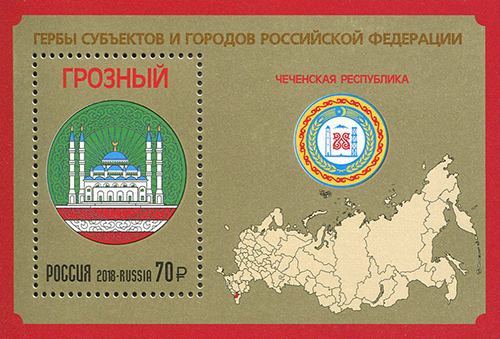
Почта России 2018 г. № 2361
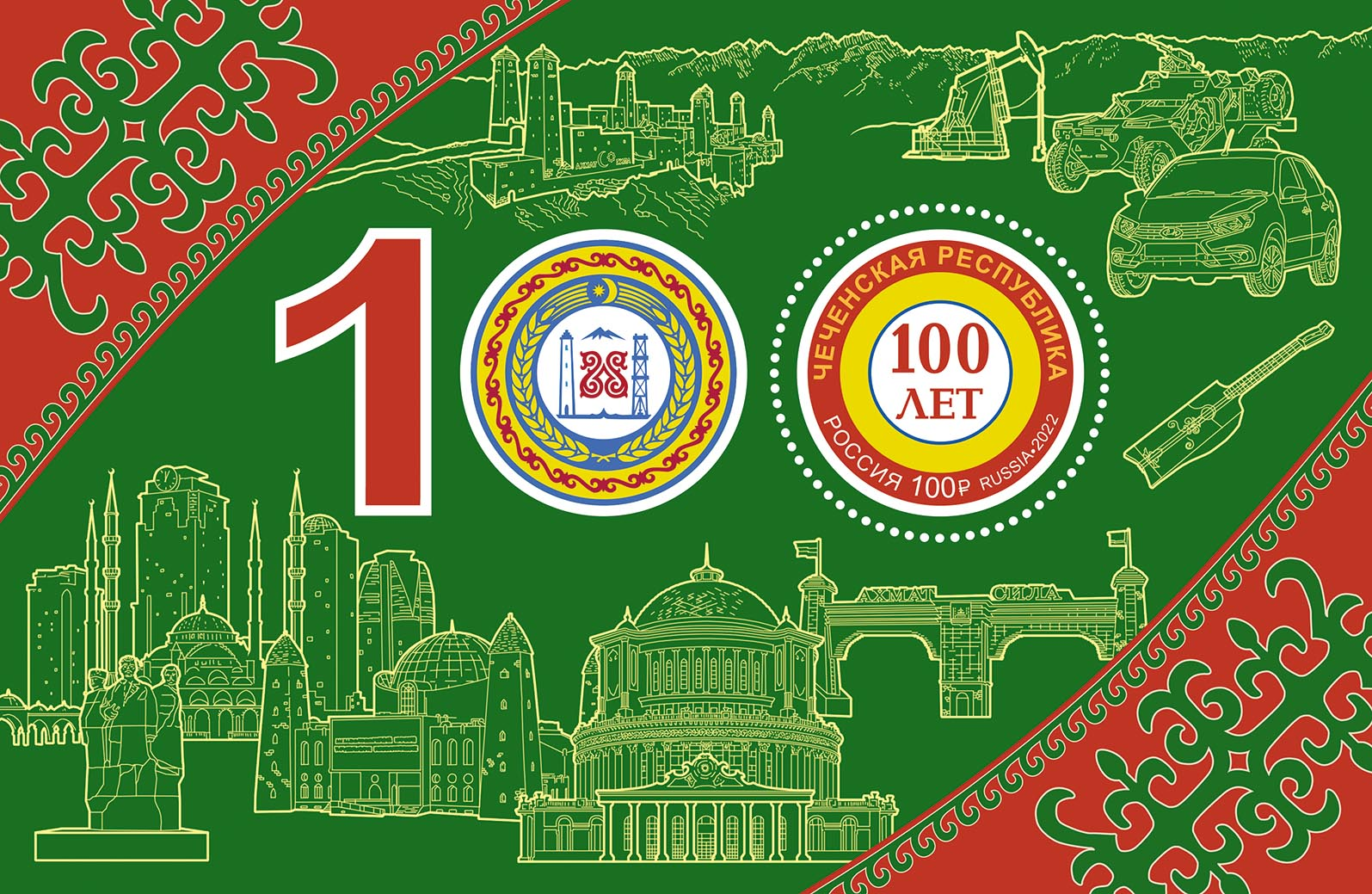
2022 год. «100 лет Чеченской Республике».
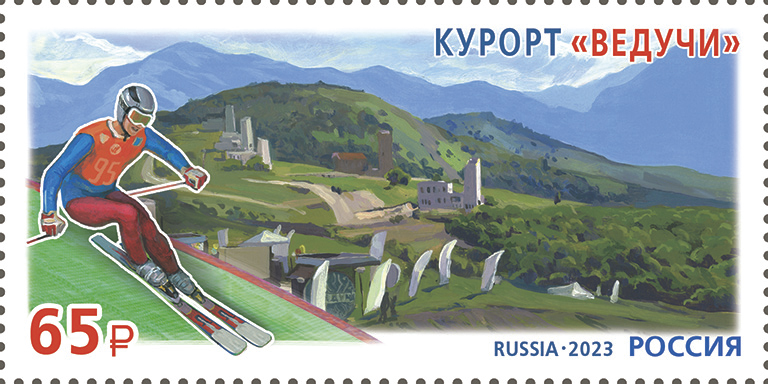
Курорт Ведучи. 2023 год
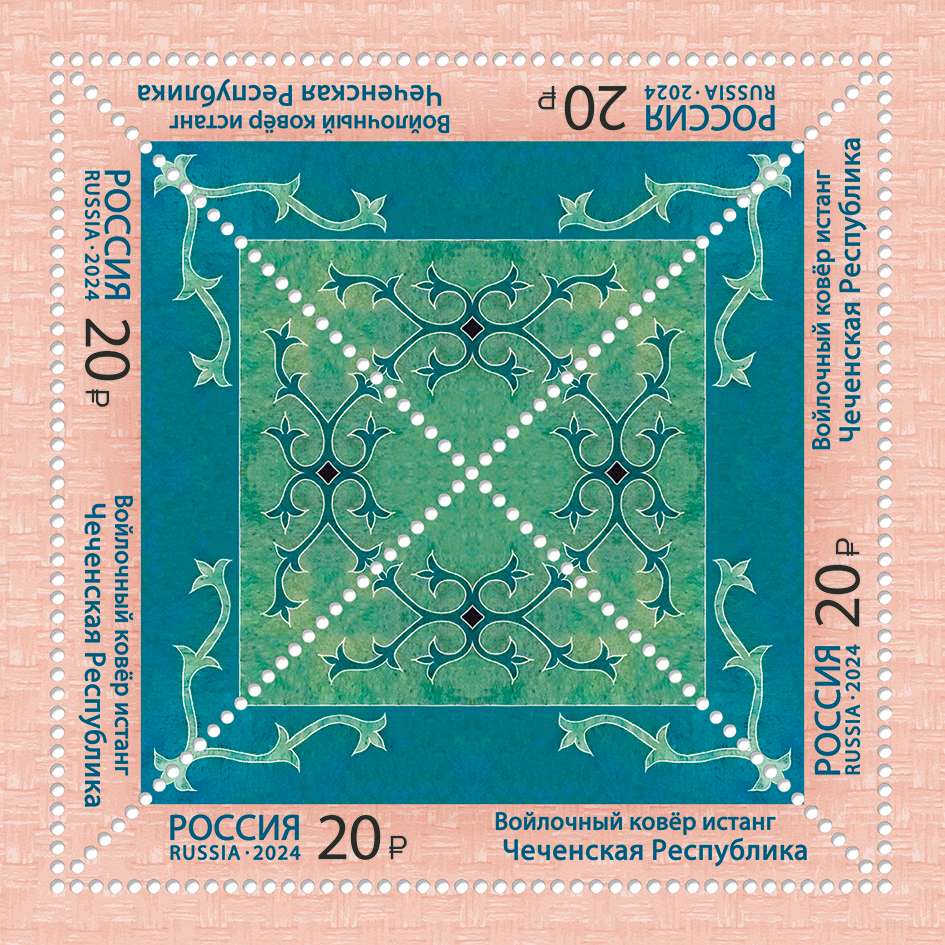
Чеченский войлочный ковёр истанг. 2024 год

## Художественные маркированные конверты
Ниже приводится неполный список художественных маркированных конвертов СССР, на которых была запечатлена Чечня. В список не входят конверты с изображением Грозного. Им посвящена отдельная статья.
| # | Каталожный номер | Наименование                                      | Дата выпуска         | Номинал | Художник | Изображение |
| - | ---------------- | ------------------------------------------------- | -------------------- | ------- | -------- | ----------- |
| 1 | 1748             | Чечено-Ингушская АССР. Курорт Серноводск          | 25 октября 1961 года | 40 коп. | —        |             |
| 2 | 7380             | Чечено-Ингушская АССР. Ущелье реки Аргун          | 4 января 1971 года   | 4 коп.  | —        |             |
| 3 | 8422             | 50 лет Чечено-Ингушской АССР                      | 30 августа 1972 года | 4 коп.  | —        |             |
| 4 | 8440             | Чечено-Ингушская АССР. Висячий мост               | 5 сентября 1972 года | 4 коп.  | —        |             |
| 5 | 9163             | Чечено-Ингушская АССР. Боевая башня в ауле Хой    | 30 августа 1973 года | 4 коп.  | —        |             |
| 7 | 9163             | 60 лет Чечено-Ингушской АССР                      | 28 апреля 1982 года  | 4 коп.  | —        |             |
| 8 | 373              | Чечено-Ингушская АССР. Средневековая боевая башня | 21 августа 1984 года | 4 коп.  | —        |             |

## Специальные гашения
В связи с празднованием 50-летия Чечено-Ингушской АССР 30 ноября 1972 года на Грозненском почтамте осуществлялось спецгашение с помощью почтового штемпеля с изображением символики основных направлений развития экономики республики и надписями «СССР. Чечено-Ингушская АССР. 50 лет» и «Грозный. 30.XI.72. Почтамт».